# Periclimenes longirostris
Periclimenes longirostris är en kräftdjursart som först beskrevs av Lancelot Alexander Borradaile 1915.  Periclimenes longirostris ingår i släktet Periclimenes och familjen Palaemonidae. Inga underarter finns listade i Catalogue of Life.